# Brunia sphaerocephala
Brunia sphaerocephala är en tvåhjärtbladig växtart som först beskrevs av Otto Wilhelm Sonder, och fick sitt nu gällande namn av Anthony Vincent Hall. Brunia sphaerocephala ingår i släktet Brunia och familjen Bruniaceae. Inga underarter finns listade.